# 楊恩
楊恩，字用卿，号凤池，陇西县人，明朝政治人物。進士出身。

## 生平
萬曆十年（1582年）壬午科陝西鄉試六十一名舉人，萬曆二十三年（1595年），登乙未科會試第一百三十九名，廷試二甲四十五名進士，都察院觀政，二十五年二月授户部河南司主事，本年管明智草场，二十六年丁母憂，復除原职，督粮山海关，后因病歸鄉。

## 著作
所著有《渭濱草堂集》《元亭三稿》《農談》《樂府》諸書。

## 家族
曾祖楊永和，耆賓。祖楊鍾。父楊朝鸞。母杜氏。慈侍下。娶何氏，继娶李氏、侯氏。子州俊、州彦。